# Dark Knight Court
Dark Knight Court («Тёмный рыцарь и суд») — шестнадцатый эпизод двадцать четвёртого сезона мультсериала «Симпсоны». Выпущен 17 марта 2013 года в США на телеканале «FOX».

## Сюжет
Спрингфилд празднует Пасху. Но праздник испорчен тем, что из духовых инструментов детского оркестра вылетают яйца и попадают на горожан. Видя Барта, смеющегося над ними, спрингфилдцы тут же начинают его подозревать. Однако Барт уверяет, что ничего плохого не делал. Лиза решает провести в школе суд над братом. Главным судьёй является Джанет Рено. К несчастью для Лизы и Барта, показания свидетелей идут не в пользу последнего. В это время мистер Бёрнс, зайдя в магазин комиксов, вспоминает, что в детстве он любил комиксы про супергероев, и решает стать супергероем по прозвищу «Фруктовый Бэтмен». Боясь за безопасность начальника, Смитерс нанимает Гомера, Ленни, Карла, Сумасшедшую Кошатницу и других горожан, чтобы те разыграли преступления. Но Бёрнс узнаёт о плане Смитерса и расстраивается.
Лиза, пытаясь найти улики, понимает, что во всём виноват садовник Вилли, поскольку яйцо было только на его килте, а не на остальной одежде. Вилли признаётся в содеянном, и говорит, что поступил так, потому что ненавидит Пасху. Он избавляется от килта и сбегает, но появляется Бёрнс, ловит Вилли и показывает его суду. Барта освобождают от обвинений. Лиза благодарит Бёрнса и говорит, что это может помочь стать ему хорошим человеком. Позже Мо говорят по телефону, что Барт невиновен. Тот плачет за то, что его обида и отсутствие спокойствия теперь будут без конца.
В конце показывают трейлер-пародию к фильму «Нерушимые», где пожилые люди предстают в образе различных супергероев.

## Культурные отсылки
- В эпизоде персонажи изображают различных супергероев и злодеев. Например, Бёрнс — Бэтмен, Гомер — Пингвин, Ленни — Бэйн, Карл — Джокер, Сумасшедшая Кошатница — Женщина-кошка, Ганс Молман — Железный Человек и другие.
- В магазине Апу Бёрнс представляет себя, как Чёрный Плащ.

## Интересные факты
- Джанет Рено озвучили она сама и её сестра, Мэгги Рено Хурчалла. Поскольку у Джанет на данный момент болезнь Паркинсона, она не может говорить длинные фразы. Поэтому сёстры вместе озвучили персонажа.
- Это вторая серия, где Барта обвиняют, хотя сам он ничего не сделал. Причём, как и в прошлый раз (сезон 16 эпизод 21 	«The Father, The Son, and The Holy Guest Star»), его подставил садовник Вилли.

## Отношение критиков и публики
Во время премьеры в США эпизод просмотрело 4.89 миллионов человек от 18 до 49 лет, и он получил рейтинг 2.2. Он стал вторым по просматриваемости в ту воскресную ночь (первый — «Гриффины», «Turban Cowboy»). В основном, оценки от телевизионных притиков были положительные. Например, Роберт Дэвид Салливан из «The A.V. Club» дал оценку «B» со словами: «Ранее я писал, что в 24 сезоне мистер Бёрнс — нудный персонаж. В данном случае я беру слова назад. И, хотя этот эпизод не самый смешной в сезоне, но его можно назвать приятно удивляющим».